# It's Breaking Me Up
«It's Breaking Me Up» es séptima la canción del primer álbum de los Jethro Tull, This Was.

## Intérpretes
- Ian Anderson: voz, flauta, armónica, claghorn y piano.
- Mick Abrahams: guitarra, guitarra de 9 cuerdas y voz.
- Clive Bunker: batería, hooter, charm bracelet y percusión.
- Glenn Cornick: bajo.

## Versión del tema incluido en el álbumThis Is!de Mick Abrahams
| #  | Título                | Autor          | Tiempo |
| -- | --------------------- | -------------- | ------ |
| 2. | "It's Breaking me Up" | (Ian Anderson) | 6:56   |